# 司马台长城

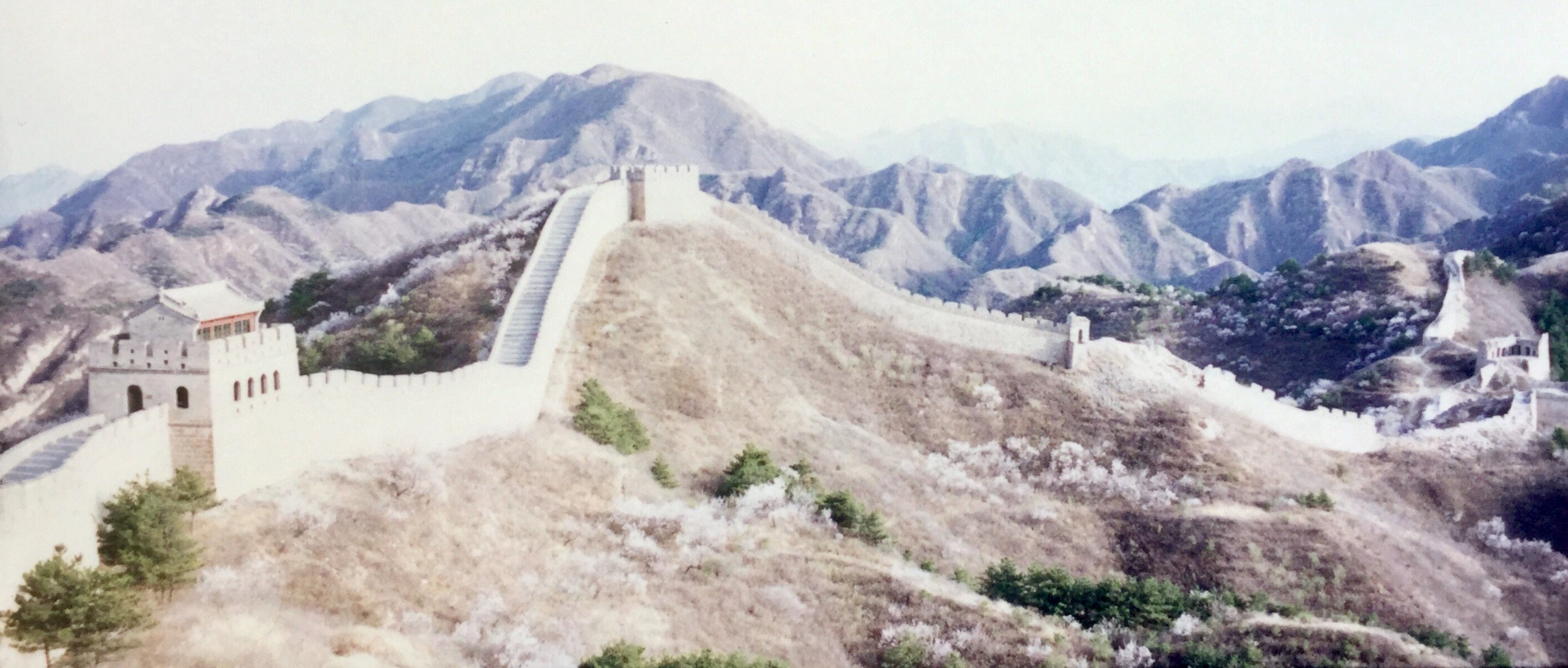
1995年

司马台长城是中国万里长城的其中一段，位於北京市密云区与河北省承德市滦平县之间。它是长城中最险要的一段，东起望京楼，西至后川口，全长5.4公里。长城本建於北齐，现存的建筑为明朝时期所建。該长城被鸳鸯湖分为东西两段，分别有敌楼16和19座。由於該长城西接金山岭长城，因此不少远足者喜爱同游两座长城。长城闻名的原因除了险要之外，还有整修後依然能较好的保留古迹原貌。2001年作为长城的一项列入第五批全国重点文物保护单位名录。 
东15楼至东16楼之间称为天桥，为一堵阔约30厘米的墙，南侧是悬崖，故是最危险的一段。因此基於安全理由，游人最多只能登到东12楼。